# Jump-Scare

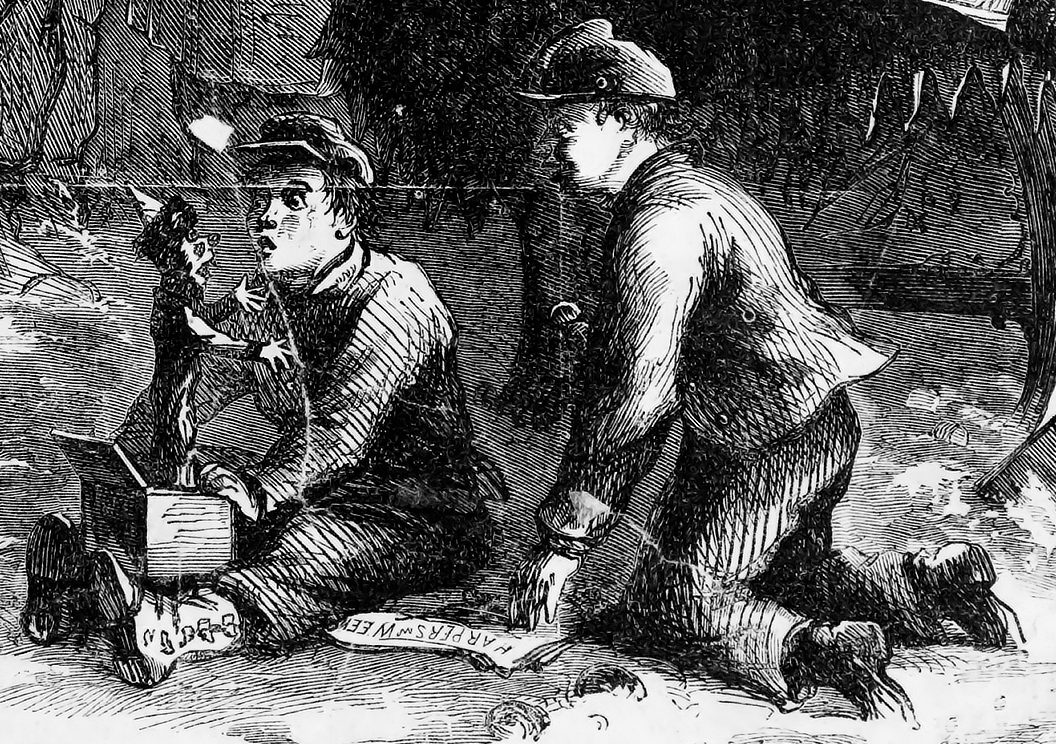
Grundprinzip eines Jump-Scares in seiner frühen Ausführung als Schachtelteufel. Illustration der Zeitschritt Harper’s Weekly aus dem Jahr 1863.

Als Jump-Scare (alternative Schreibweisen: Jump-scare und Jumpscare) wird ein Schreckmoment bezeichnet, der durch eine abrupte Änderung der Film- oder Bildersequenz, oft unter Begleitung eines lauten Geräusches, erzeugt wird.

## Hintergrund
Plötzlich eintretende Bildsequenzen mit lauter Musik oder Geräuschen sind oft Grundbestandteil von Horrorfilmen und Horrorspielen. Üblicherweise wird in ruhigeren Szenen zunächst nach und nach eine spannende Atmosphäre aufgebaut, welche die Erwartung und Nervosität des Betrachters oder Spielers aufrechterhält, bis die Anspannung in einem Moment der scheinbaren Sicherheit aufgehoben wird. Der klassische Jump-Scare wird genau in diesem Moment der vermeintlichen Sicherheit platziert, um unerwartet doch die ursprüngliche Erwartung zu bedienen. Jump-Scares können aber auch ohne diesen Aufbau unerwartet in einer ruhigen Szene auftreten oder eine lange Phase der Anspannung unmittelbar aufheben.
Filmtechnisch betrachtet kommen Jump-Scares durch eine Schnitttechnik namens Smash-cut zustande, ein gewollter und abrupter Wechsel zwischen zwei grundverschiedenen Bildsequenzen. Meist zeigt die Schrecksequenz eine vermeintliche Gefahr, die dem Betrachter entgegenspringt. Neben dem Überraschungsmoment macht einen guten Jump-Scare die Erleichterung nach dem Schrecken, dass überhaupt keine echte Gefahr oder Bedrohung existiert hat, aus: das Monster, der Feind oder der durch Übernatürliches verursachte Schrecken waren entweder nur imaginär oder von Anfang an nicht vorhanden.
Häufig werden Jump-Scares als „billiges“ Mittel des Horrors verurteilt, da sie erzählerisch nicht wirklich Atmosphäre bzw. Angst erzeugen, da die Schreckmomente für gewöhnlich aufgelöst werden, ohne wirklich zum Filmgeschehen beizutragen. Filmkritiker beklagen dabei insbesondere Werke, die sich übermäßig auf Jump-Scares stützen und so inhaltliche Aspekte zu ersetzen versuchen. Besonders Horrorfilme, die nach 2010 herausgekommen sind, würden unter diesem Problem leiden.
Einen vergleichbaren Effekt nutzte bereits Joseph Haydn 1791 in seiner Sinfonie mit dem Paukenschlag.